# Cimetière Valmy
Pour les articles homonymes, voir Valmy.
Le cimetière Valmy est un cimetière situé dans le quartier de Bercy du 12e arrondissement de Paris. Il est localisé le long de l'avenue de la Porte-de-Charenton entre la porte de Charenton, le bois de Vincennes, les lignes de chemin de fer, et le boulevard périphérique. Bien que situé sur le territoire de la ville de Paris, ce cimetière appartient à la municipalité de Charenton-le-Pont qui le gère et dont il est le nouveau cimetière communal.

## Accès
Le cimetière Valmy est accessible à proximité par la ligne de métro 8 à la station Porte de Charenton et par la ligne 3a du tramway à l'arrêt Porte de Charenton.

## Historique

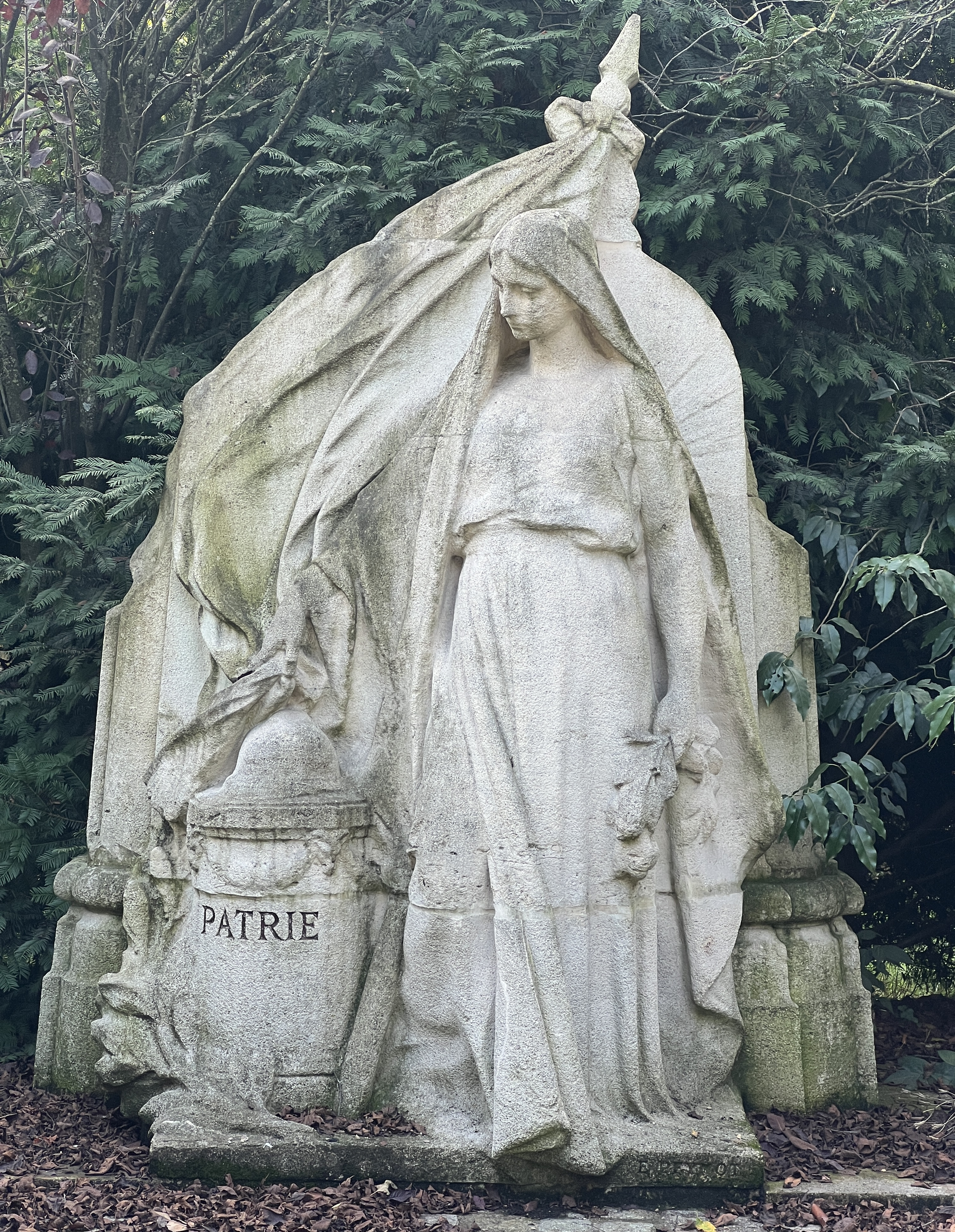
Monument aux morts pour la patrie.

Le cimetière est créé sur la zone non ædificandi des fortifications de Paris et a été ouvert en 1906, à proximité du cimetière de Bercy, en prenant le nom de Valmy, du nom du quartier.
Il existe en son sein un monument commémoratif aux morts de l'opération Dynamo de 1940 ainsi qu'aux gendarmes morts lors de la prise d'otages d'Ouvéa en 1988.

## Personnalités inhumées
| Nom                            | Métier | Division    | Photo |
| ------------------------------ | --- | ----------- | ----- |
| Willy Anthoons (1911-1982)     | sculpteur belge | division 8  |       |
| Maurice Chevit (1923-2012)     | acteur et dramaturge français | division 4  |       |
| Georges Desrues (1902-1992)    | parurier de la Haute Couture (Maison Chanel) | division 3  |       |
| Louis-Joseph Ramon (1791-1871) | médecin, membre de l'Académie de Médecine, médecin-chef de la Maison de santé de Charenton ; il veilla le marquis de Sade dans sa dernière nuit et suivit son enterrement | division 10 |       |